# Arbrå Mekaniska Verkstads AB

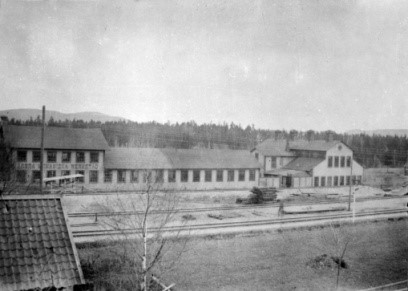
Arbrå Mekaniska Verkstads AB, lokaler byggda omkring 1883

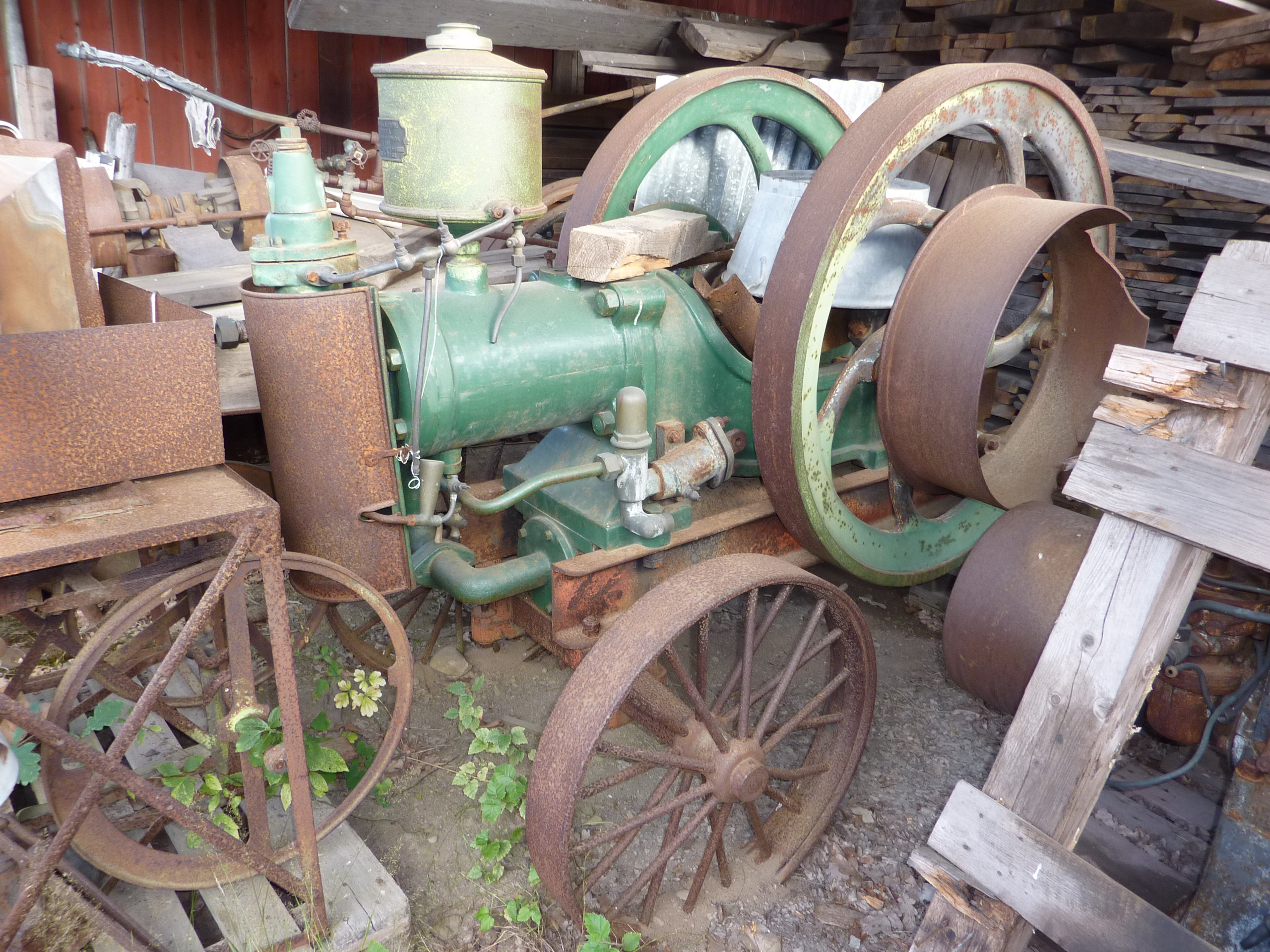
En av två kända Arbråmotorer, 8hk Simplex 1901 vid RUBENS i Götene

Arbrå Mekaniska Verkstads AB grundat 1883 i Arbrå, var ett svenskt verkstadsföretag som verkade under detta namn fram till 1906. Förutom tillverkning av utrustning för linberedning, bestod tillverkningen av ramsågar, hyvelmaskiner, kap- och klyvsågar, stenkranar, pålkranar, elektriska gruvlok samt radsåningsmaskiner. I verkstaden som även hade gjuteri tillverkades även grytor, drickshoar för stall och ladugårdar, värmekaminer, sillformar, halster, ugnsrost, samt diverse smidesarbeten.

## Historik

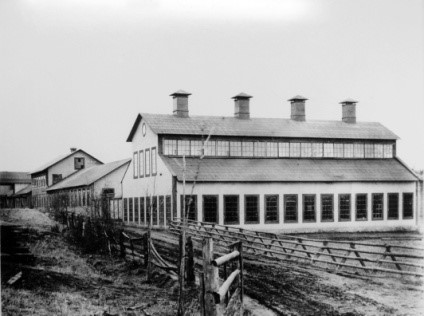
Gjuteriet Arbrå Mekaniska Verkstads AB, byggt 1883-1884

### Initiativtagare och bolagsbildning 1881
Den egentlige initiativtagaren till den mekaniska verkstadsrörelsen i Arbrå var Ingenjören Elis Schenson. Schenson kom till Arbrå 1881 och han hade en massa idéer som han ville genomföra. För den praktiska utformningen och tillverkningen var Schenson i behov av en mekanisk verkstad. Han lyckades intressera en del ortsbor, framför allt brukspatronen F.W. Tersmeden, vilken var delägare i såväl Larsbo Norns AB i Västmanland samt Storfors i Värmland. Det hela resulterade i bildandet av ett aktiebolag, vars bolagsordning av Kungl. Maj:t fastställdes den 26 oktober 1883. Ur handlingarna kan anföras följande: ”Stiftare voro nämnde Tersmeden, gästgivaren Per Ersson, ingenjör Elis Schenson samt hemmansägare Jon Persson på Vallsta nr 7”. Firmanamnet var ”Arbrå Mekaniska Verkstads Aktiebolag”. Bolagets ändamål ”att vid bolagets vattenverk och egendom inom Gefleborgs län idka mekaniskt verkstadsarbete jämte andra industriella företag, vartill egendomens läge och beskaffenhet kunna föranleda”. Aktiekapitalet skulle utgöra minst 25.000 kronor. Under de fem första åren av sin verksamhet fick bolaget icke lämna någon utdelning till aktieägarna.

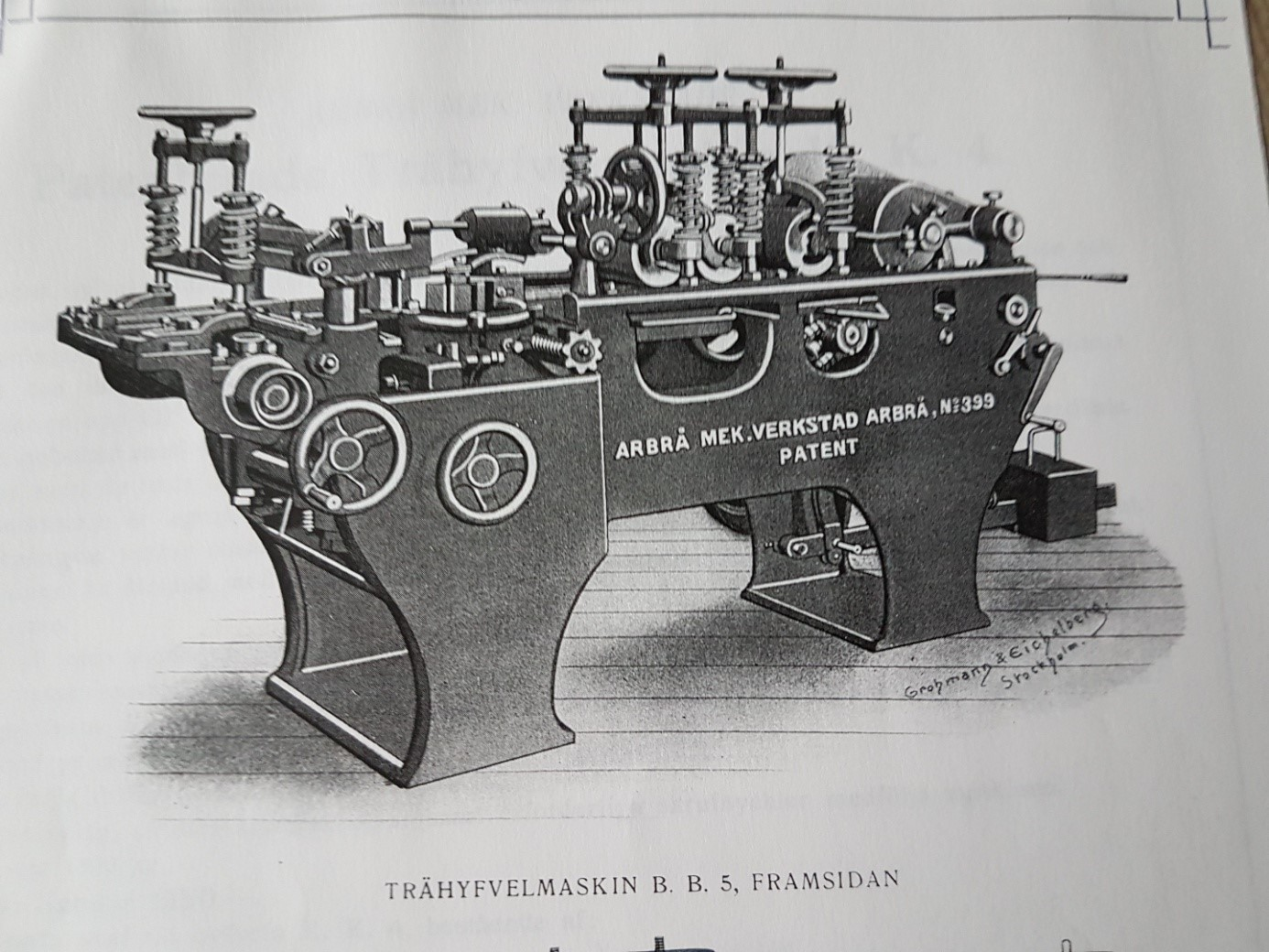
Wood planing machine från Arbrå Mekaniska Verkstads AB, 1905

### Lokalisering 1883
Bolaget hade emellertid redan i juli år 1883 förvärvat ett område om ca 2 tunnland genom laga skifte i Koldemo by sedermera fördubblat i areal – beläget mellan järnvägsstationens växelspår och älven Ljusnan. Till detta hörde en i forsnacken befintlig fors om 2-3 meters fallhöjd, som utnyttjades för en linskäkt. På det inköpta området uppfördes omedelbart efter förvärvet den första mekaniska verkstaden med ett i norr tillbyggt mindre gjuteri. För kraftförsörjningen insattes en Arboga-turbin i stället för linskäktens gamla vattenhjul, varifrån kraften med elledningar överfördes till den ca 150 meter norrut belägna verkstaden. Själva byggnaden hade två våningar – ännu kvarvarande – den undre för maskiner och smedja samt en avbalkning för Schensons experiment, medan den övre inrymde affärs- och ritkontor, modellsnickeri och förråd.

### Expansion samt ägarbyte 1899

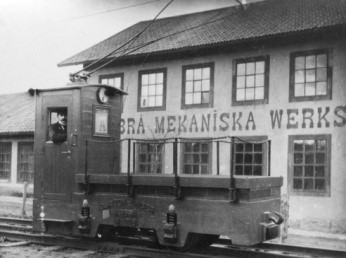
Elektriskt Gruvlok tillverkat vid Arbrå Mekaniska Verkstads AB, omkring 1905

Påföljande år inköptes mark på andra sidan järnvägsspåret, där arbetarbostäder uppfördes. För att bereda sig ytterligare inkomster från vattenkraftverket anlades en särskild elledning till det år 1886 grundade mejeriet mitt emot järnvägsstationen. Samtidigt uppfördes det ännu kvarvarande tvåvåningshuset längst i norr på något avstånd från det första gjuteriet. Här installerades även en mindre experimentverkstad. Det ekonomiska resultatet av rörelsen blev föga tillfredsställande och det finansiella resultatet blev alltmer ansträngt. I slutet av 1894 övertogs hela aktiestocken av bruksägaren Adolf Unger, vilken hade betydande intressen i orten och särskilt i Arbråströmmarna. År 1899 övertar det nybildade Adolf Ungers industriaktiebolag ägarskapet för Arbrå Mekaniska Verkstads AB.

### Bildande av elektrisk avdelning 1903
År 1903 kommer den irländske ingenjören Aubreu Clayton (från det engelska bolaget British Thomson-Huston & Co, Rugby) till Arbrå och startar en elektrisk avdelning genom det nybildade bolaget Clayton-Unger Arbrå, hos Arbrå Mekaniska Verkstads AB. Clayton, gift med en dotter till brukspatron Adolf Unger hade tidigare, sedan år 1900 arbetat för bolaget AB Magnet i Ludvika. Det blev en grundlig omdaning samt tillbyggnad av verkstäderna. Den 20 oktober 1903 provades den första transformatorn. Denna utveckling ser lysande ut, men i verkligheten blev tillverkningen av transformatorer och elmotorer en sorglig och förlustbringande affär som så småningom tvingar företaget att frånhända sig verkstaden i Arbrå. Den 6 november år 1906 slogs AB Magnet, och Adolf Ungers Industriaktiebolags verkstäder i Arbrå (där Arbrå Mekaniska Verkstads AB ingick) samt El AB Holmia samman till Förenade Elektriska AB.

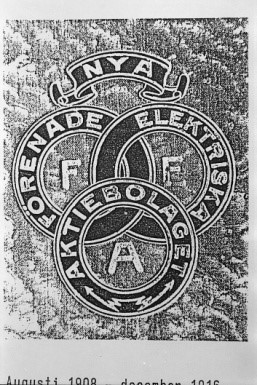
Förenade Elektriska AB, 1906-1908

### Avveckling och fortsatt verksamhet 1906-1935
1908 ombildades Förenade Elektriska AB till Nya Förenade Elektriska AB. 1918 uppköps Nya Förenade Elektriska AB av ASEA och produktionen ändrades till gjutning och bearbetning av maskiner och maskindelar enbart till ASEA:s eget behov. 1921 nedlades driften med undantag av gjuterirörelsen som dock avstannade 1922. Maskinerna bortfördes, portarna stängdes och stod öde och tomt till våren 1935. Gjuteriet uthyrdes dock hela tiden till Arbrå Lantbruksmaskiner AB, senare Arbrå Verkstads AB. 1935 sålde ASEA fabriksbyggnaderna till Arbrå Verkstads AB.